# تسنگ لی-چنگ
تسنگ لی-چنگ (انگلیسی: Tseng Li-cheng؛ زادهٔ ۲۶ دسامبر ۱۹۸۶) یک تکواندوکار اهل تایوان است.
وی در مسابقات کشوری و بین‌المللی در مجموع برندهٔ ۵ مدال طلا، ۳ مدال نقره و ۲ مدال برنز شده‌است.